# 紀元前611年
紀元前611年（きげんぜん611ねん）は、西暦（ローマ暦）による年。紀元前1世紀の共和政ローマ末期以降の古代ローマにおいては、ローマ建国紀元143年として知られていた。紀年法として西暦（キリスト紀元）がヨーロッパで広く普及した中世時代初期以降、この年は紀元前611年と表記されるのが一般的となった。

## 他の紀年法
- 干支 : 庚戌
- 日本
  - 皇紀50年
  - 神武天皇50年
- 中国
  - 周 - 匡王2年
  - 魯 - 文公16年
  - 斉 - 懿公2年
  - 晋 - 霊公10年
  - 秦 - 康公10年
  - 楚 - 荘王3年
  - 宋 - 昭公9年
  - 衛 - 成公24年
  - 陳 - 霊公3年
  - 蔡 - 文侯元年
  - 曹 - 文公7年
  - 鄭 - 穆公17年
  - 燕 - 桓公7年
- 朝鮮
  - 檀紀1723年
- ユダヤ暦 : 3150年 - 3151年

## できごと

### 中国
- 斉の懿公と魯の季孫行父が陽穀で会合したが、懿公は盟を拒否した。
- 斉の懿公と魯の公子遂が郪丘で盟を交わした。
- 楚軍が庸に侵攻し、これを滅亡させた。
- 宋の襄夫人が帥甸の官を動員して昭公を攻め殺させた。

## 死去
- 声姜 - 魯の僖公の夫人
- 宋の昭公